# هنری براسک اندرسن
هنری براسک اندرسن (انگلیسی: Henry Brask Andersen; ۲۳ ژوئن ۱۸۹۶ – ۲۶ نوامبر ۱۹۷۰) دوچرخه‌سوار اهل دانمارک بود.
وی در مسابقات کشوری و بین‌المللی در مجموع برندهٔ ۱ مدال طلا شده‌است.